# Gorzów Śląski
Gorzów Śląski (pol. hist. Gorzowo, niem. Landsberg) – miasto w województwie opolskim, w powiecie oleskim, siedziba gminy miejsko-wiejskiej Gorzów Śląski, nad Prosną. Historycznie leży na Górnym Śląsku.
Gorzów Śląski uzyskał lokację miejską w 1274 roku. W latach 1975–1998 miasto administracyjnie należało do woj. częstochowskiego.
Według danych GUS z 1 stycznia 2024 r. miasto liczyło 2420 mieszkańców. Miasto również zamieszkuje mniejszość niemiecka.

## Położenie
Miasto położone jest w północno-wschodniej części województwa opolskiego, w powiecie oleskim, na pograniczu z województwem łódzkim. Od północy graniczy z gminami łódzkimi Łubnice i Skomlin, od południa z gminą Olesno, od wschodu z gminami: Praszka, Rudniki, Radłów, a od strony zachodniej z gminami: Kluczbork i Byczyna.

## Nazwa

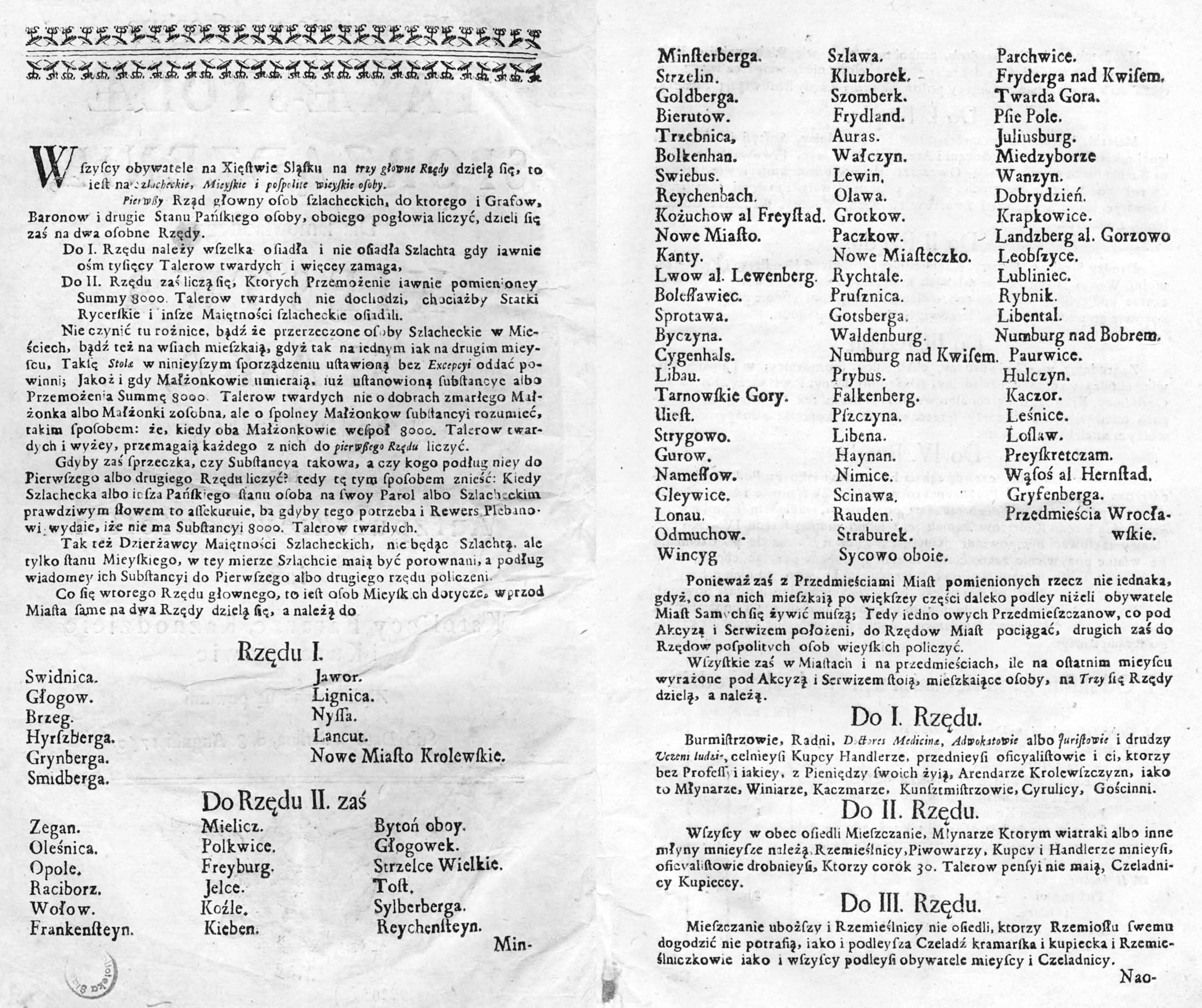
Niemiecka nazwa Landsberg oraz polska Gorzowo wśród innych nazw śląskich miejscowości w urzędowym pruskim dokumencie z 1750 roku wydanym w języku polskim w Berlinie.

W kronice łacińskiej Liber fundationis episcopatus Vratislaviensis (pol. Księga uposażeń biskupstwa wrocławskiego) spisanej za czasów biskupa Henryka z Wierzbna w latach 1295–1305 miejscowość zanotowana jest jako Landisberg. Kronika wymienia również jako osobne miejscowości obecne części lub dzielnice, które zostały w procesach urbanizacyjnych wchłonięte przez miasto: Lesznicz obecnie Leśnik, Gorczow obecne Szczotki, Zarziche, oraz Wenczkowicze obecne Więckowice.
Pierwsze wzmianki pochodzą z 1241; 1294 jako „Landesberch stat unde hus”. W roku 1613 śląski regionalista i historyk Mikołaj Henel z Prudnika wymienił miejscowość w swoim dziele o geografii Śląska pt. Silesiographia podając jej łacińską nazwę: Gortzoba. W dziele Matthäusa Meriana Topographia Bohemiae, Moraviae et Silesiae z 1650 roku miasto wymienione jest pod nazwą Gorzowa. W 1750 roku polska nazwa „Gorzowo” oraz niemiecka Landsberg wymieniona jest w języku polskim przez Fryderyka II pośród innych miast śląskich w zarządzeniu urzędowym wydanym dla mieszkańców Śląska.
W alfabetycznym spisie miejscowości na terenie Śląska wydanym w 1830 roku we Wrocławiu przez Johanna Knie miejscowość występuje pod nazwą niemiecką Landsberg oraz polską Gorzow. Statystyczny opis Prus z roku 1837 notuje „Landsberg (poln. Gorzow)”. Polską nazwę Gorzów oraz niemiecką Landsberg w książce Krótki rys jeografii Szląska dla nauki początkowej wydanej w Głogówku w 1847 wymienił śląski pisarz Józef Lompa.
Topograficzny podręcznik Górnego Śląska z 1865 roku notuje miejscowość pod trzema nazwami polską Gorzów, niemiecką Landsberg oraz łacińską Landsbergia. Słownik geograficzny Królestwa Polskiego wydany pod koniec wieku XIX wymienia dwie nazwy miejscowości – Landsberg oraz Gorzów.
Zlatynizowana polska nazwa miejscowości umieszczona była kiedyś w herbie miejskim: „Auf alten Stadtwappen findet man die Inschrift: civitatis gorzoviensis”.

## Historia

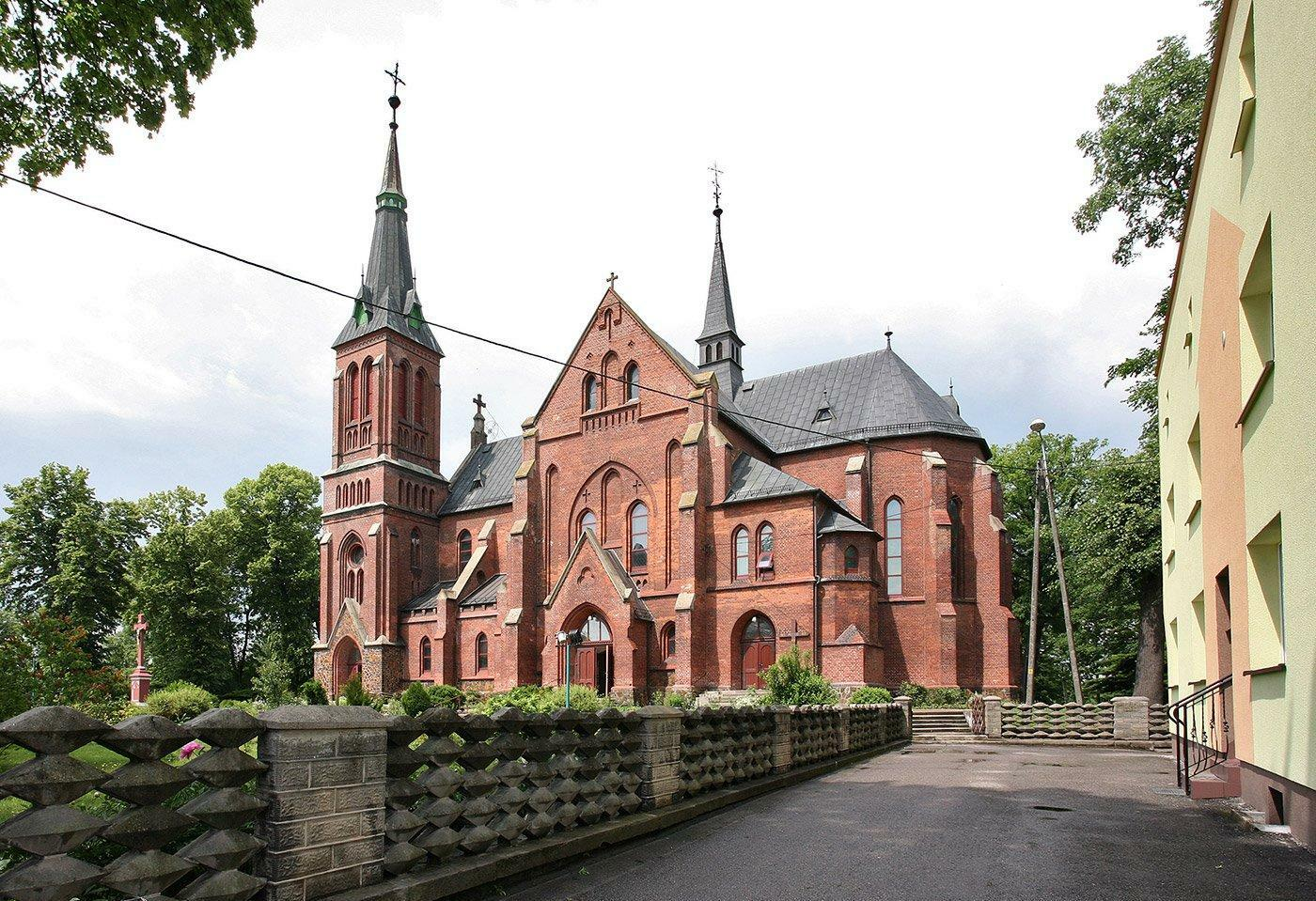
Kościół rzymskokatolicki Trójcy Świętej

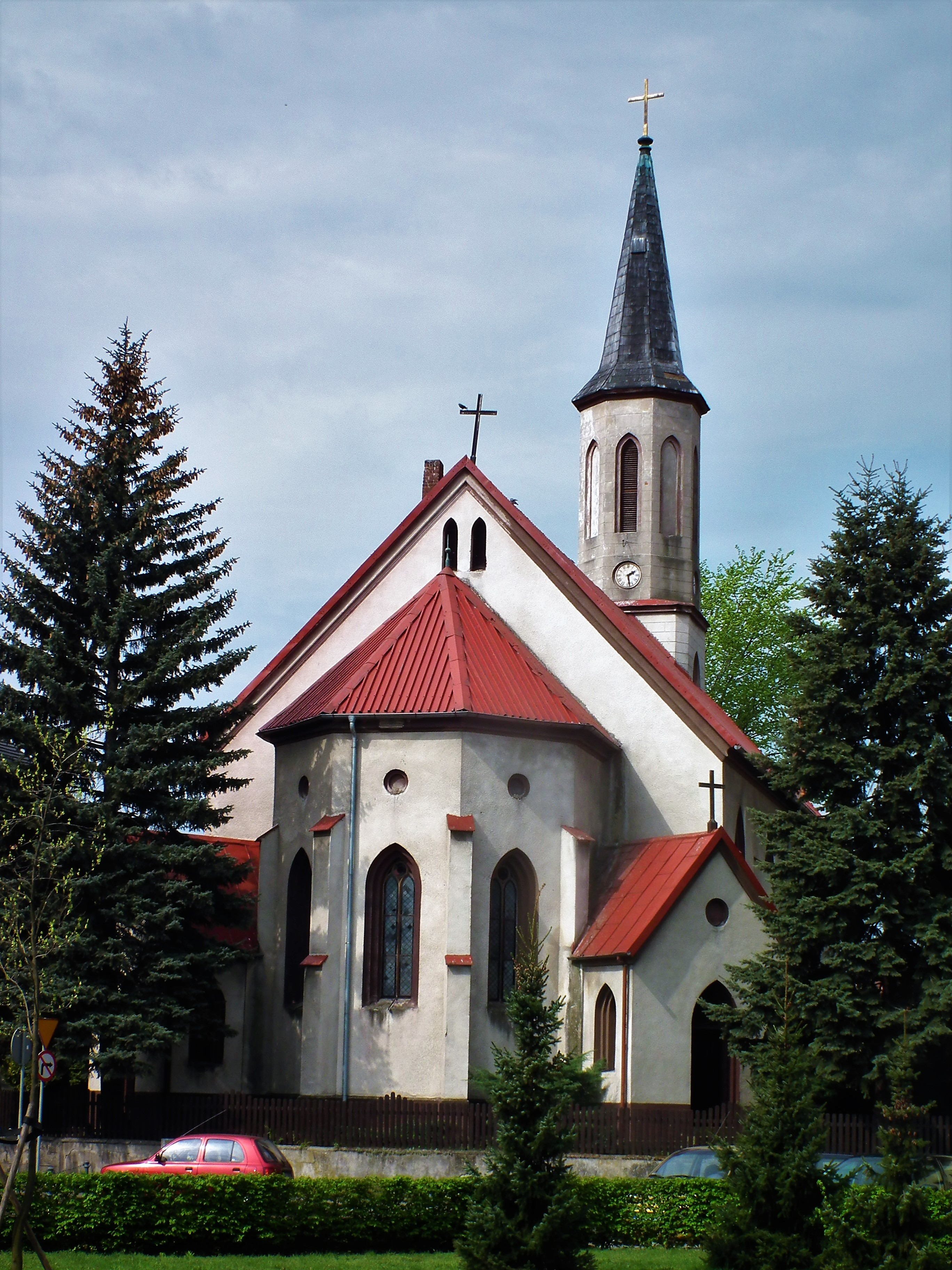
Kościół ewangelicko-augsburski Krzyża Jezusowego

Topograficzny podręcznik Górnego Śląska z 1865 roku notuje, że w mieście używanymi przez mieszkańców językami jest polski oraz niemiecki („Es wird polnisch und deutsch gesprochen”). W plebiscycie górnośląskim, 20 marca 1921, 90,5% głosujących opowiedziało się za pozostaniem miasta w granicach Niemiec, zaś 9,5% za przyłączeniem do Polski. 20 stycznia 1945 miasto zostało zajęte przez wojska radzieckie, następnie wcielone do Polski.

## Demografia

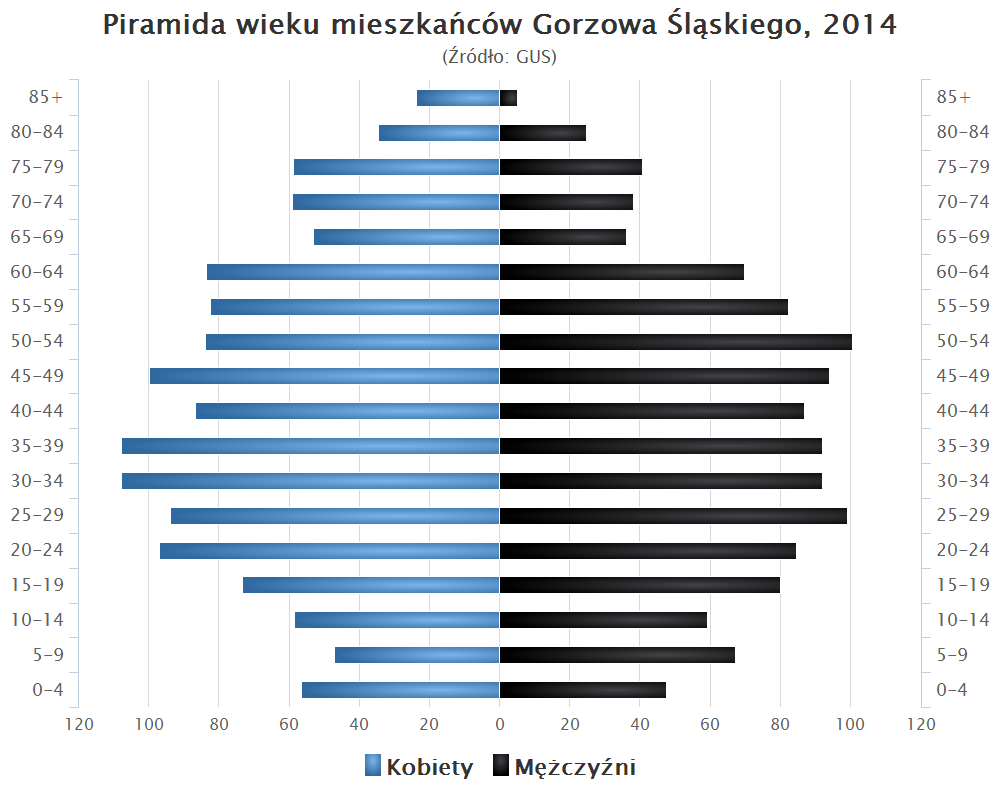
Piramida wieku mieszkańców Gorzowa Śląskiego w 2014 roku

## Zabytki

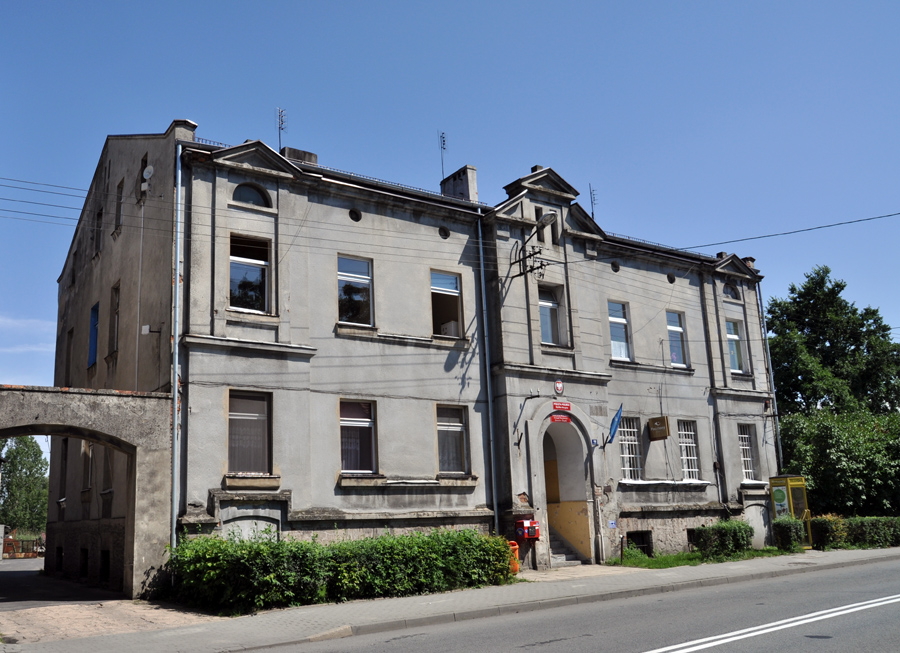
Budynek poczty

Do wojewódzkiego rejestru zabytków wpisane są:
- dwór, ul. Złota 1, z poł. XVIII w.
- nadleśnictwo, ul. Byczyńska 9, d. Zawadzkiego
- zajazd, ul. Byczyńska 12, d. Zawadzkiego 10
- domy, Rynek 1, 2, 9, 10, 11, 18, 19 (domy nr 9-19 nie istnieją).

Inne zabytki:
- cmentarz żydowski
- kościół katolicki pw. Świętej Trójcy z końca XIX wieku, należący do diecezji opolskiej
- kościół ewangelicki Krzyża Jezusowego z l. 1855–1857

## Transport

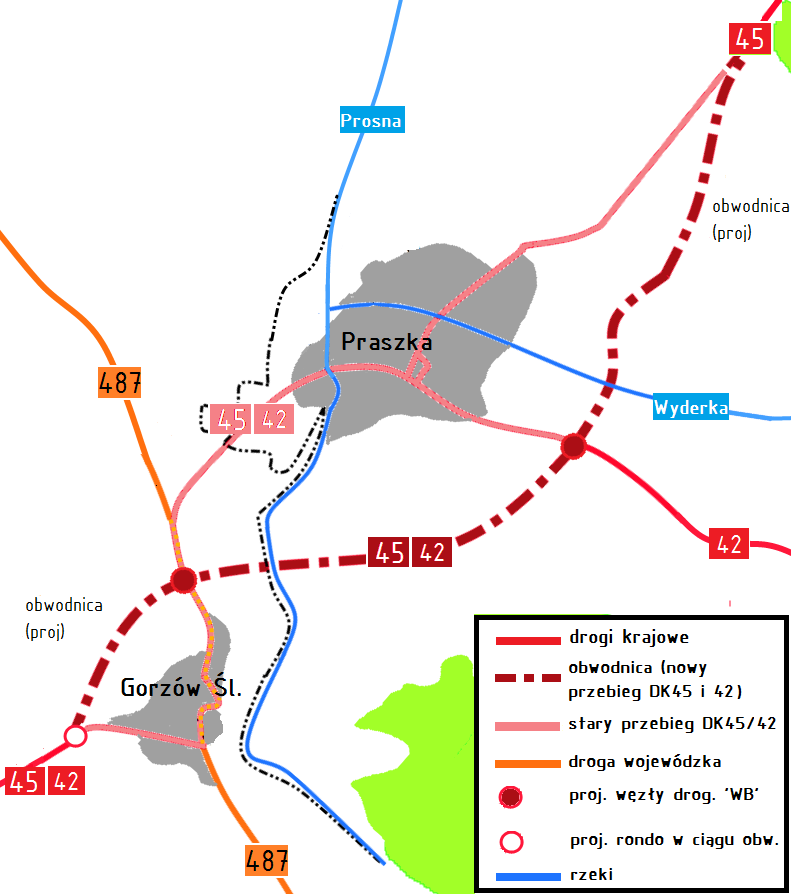
Przebieg projektowanej obwodnicy

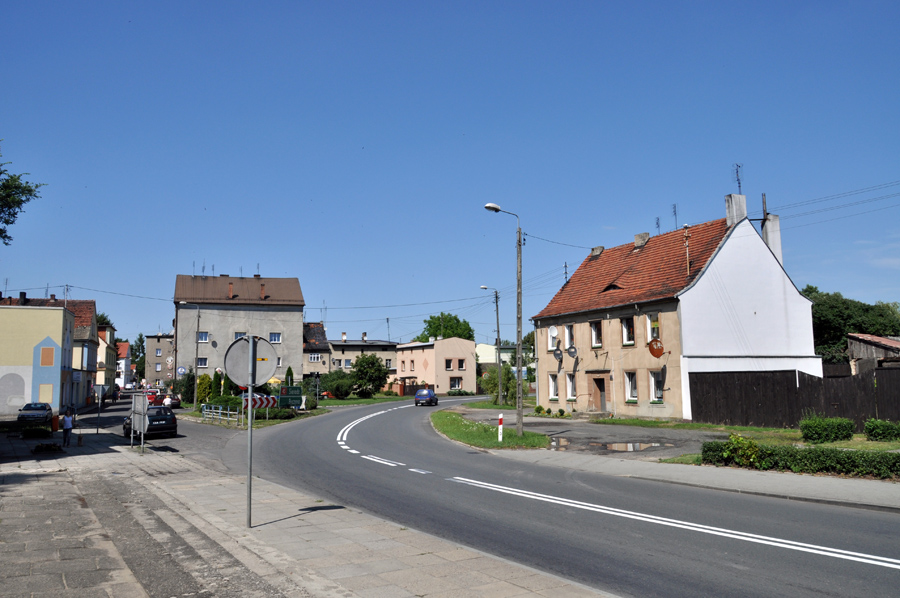
Wspólny odcinek dróg krajowych 42 i 45

Przez Gorzów Śląski przebiega wspólny odcinek dwóch dróg krajowych oraz jedna droga wojewódzka:
- droga krajowa nr 45 Złoczew – Wieluń – Gorzów Śląski – Opole – Racibórz
- droga krajowa nr 42 Namysłów – Kluczbork – Gorzów Śląski – Praszka – Radomsko – Starachowice
- droga wojewódzka nr 487 Byczyna – Gorzów Śląski – Olesno

W latach 2019–2022 wybudowano obwodnicę Gorzowa Śląskiego w ciągu DK45, która jest częścią obwodnicy Praszki. Omija ona miasto od północy z ograniczoną ilością skrzyżowań w formie rond. Obwodnica otwarta została 25 kwietnia 2023 roku.
Przez Gorzów Śląski prowadziła linia kolejowa Praszka – Olesno.